# Tājābād-e Kohneh
Tājābād-e Kohneh (persiska: تاج آباد کهنه, Tājābād) är en ort i Iran.   Den ligger i provinsen Kerman, i den centrala delen av landet, 700 km sydost om huvudstaden Teheran. Tājābād-e Kohneh ligger 1 495 meter över havet och antalet invånare är 949.
Terrängen runt Tājābād-e Kohneh är platt. Runt Tājābād-e Kohneh är det ganska glesbefolkat, med 42 invånare per kvadratkilometer. Närmaste större samhälle är Rafsanjān, 5,6 km söder om Tājābād-e Kohneh. Omgivningarna runt Tājābād-e Kohneh är i huvudsak ett öppet busklandskap.